# Mönchsroth
Mönchsroth – miejscowość i gmina w Niemczech, w kraju związkowym Bawaria, w rejencji Środkowa Frankonia, w regionie Westmittelfranken, w powiecie Ansbach, wchodzi w skład wspólnoty administracyjnej Wilburgstetten. Leży około 35 km na południowy zachód od Ansbachu, nad rzeką Wörnitz, przy granicy z Badenią-Wirtembergią.

## Dzielnice
W skład gminy wchodzą następujące dzielnice: 
- Diederstetten
- Hasselbach
- Mönchsroth
- Winnetten

## Polityka
Struktura rady gminy:
|      | Wolna grupa wyborcza | Razem     |
| 2002 | 12                   | 12 miejsc |